# The Drug in Me Is You
The Drug in Me Is You (в пер с. англ. Ты наркотик во мне) — дебютный альбом американской пост-хадкор-группы Falling in Reverse, изданный 26 июля 2011 года лейблом Epitaph Records. Запись проходила в Paint It Black Studios, Орландо, штат Флорида, в период с декабря 2010 по февраль 2011 года. В роли продюсера выступил Майкл Баскетт, работавший с вокалистом группы Ронни Радке, когда тот был в составе Escape the Fate. Альбом достиг 19 места в американском чарте Billboard 200.

## Список композиций
Все треки написаны и составлены Ронни Радке, Майклом Баскеттом и Дэвидом Холдгерджом, за исключением отдельно оговоренных случаев.
| №                   | Название                       | Автор(ы)                                       | Длительность |
| ------------------- | ------------------------------ | ---------------------------------------------- | ------------ |
| 1.                  | «Raised by Wolves»             | Радке, Баскетт, Холдгердж, Брайан Росс         | 3:25         |
| 2.                  | «Tragic Magic»                 |                                                | 4:06         |
| 3.                  | «The Drug in Me Is You»        |                                                | 3:39         |
| 4.                  | «I’m Not a Vampire»            |                                                | 3:52         |
| 5.                  | «Good Girls, Bad Guys»         |                                                | 3:15         |
| 6.                  | «Pick Up the Phone»            |                                                | 4:38         |
| 7.                  | «Don’t Mess with Ouija Boards» | Радке, Баскетт, Холдгердж, Росс, Омар Эспиноса | 4:56         |
| 8.                  | «Sink or Swim»                 |                                                | 4:45         |
| 9.                  | «Caught Like a Fly»            |                                                | 4:37         |
| 10.                 | «Goodbye Graceful»             | Радке, Баскетт, Холдгердж, Эспиноса            | 4:48         |
| 11.                 | «The Westerner»                |                                                | 3:52         |
| Общая длительность: | Общая длительность:            | Общая длительность:                            | 45:49        |